# ألكسي كريلوف
ألكسي كريلوف (بالروسية: Крылов, Алексей Николаевич) مهندس حربي روسي وعالم رياضيات تطبيقية مشهور وكاتب مذكرات.

## عائلته
تزوج ألكسي من ابنة عمه غير المباشرة إليسافيتا دمتريفنا درانتسنا (Elisaveta Dmitrievna Dranitsyna). تزوجت ابنته آنّا من عالم الفيزياء الشهير بيوتر كابيتسا، مكتشف الميوعة فائقة والحاصل على جائزة نوبل في الفيزياء. من أبنائهم عالم الجغرافيا أندريه كابتسا (Andrey Kapitsa [الإنجليزية])، مكتشف بحيرة فوستوك أكبر البحيرات شبه الجليدية من بين أكثر من 140 بحيرة معروفة من هذا النوع ، وسيرجي كابيتسا (1928-2012)، فيزيائي وديموغرافي، والمضيف للبرنامج التلفزيوني الروسي العلمي «بين..لكن لا يصدق» الذي يعرض منذ منذ مدة طويلة.